# Claus Høyer
Claus Owrén Høyer (* 20. März 1889 in Kristiania; † 2. November 1964 in Oslo) war ein norwegischer Ruderer.

## Karriere
Høyer nahm 1912 an den Olympischen Spielen in Stockholm teil und gewann im Vierer mit Steuermann in der Bootsklasse Dollengig die Bronzemedaille.
Sein Bruder Ambrosius Høyer war bereits 1908 Teil der norwegischen Olympiamannschaft.